# Notodonta herculana
Notodonta herculana is een vlinder uit de familie van de tandvlinders (Notodontidae). De wetenschappelijke naam van de soort is voor het eerst geldig gepubliceerd in 1963 door Popescu-Gorj & Capuse.